# Ернст Равенщайн
Ернст Георг Равенщайн (на немски: Ernst Georg Ravenstein) е германско-британски географ и картограф.

## Биография
Роден е на 30 декември 1834 година във Франкфурт на Майн, Германия, в семейство на картографи. На 18-годишна възраст става ученик на Аугуст Петерман. Мести се в Англия и в продължение на 20 години, от 1855 до 1875 година, работи в Топографския отдел на Британското министерство на отбраната.
Член е на Кралското статистическо и Кралското географско общество. Преподава география в Колежа Бедфорд между 1882 и 1883 г.
Умира на 13 март 1913 година в Хофхайм на 78-годишна възраст.

## Научна дейност
Той е първият носител на златния медал на Кралското географско общество (1902). В труда му Systematic Atlas (1884) има нови идеи за методите на обучение по картография. Неговата карта на Екваториална Африка (Map of Equatorial Africa) от 1884 г. е най-добрата карта на тази част от Африка, правена дотогава. Равенщайн е автор и на:
- Handy Volume Atlas (1895; седмо издание, 1907)
- A Life's Work (1908)
- The New Census Physical, Pictorial, and Descriptive Atlas of the World (1911)

Равенщайн основава Германско гимнастическо общество в Лондон през 1861 г.